# Tonka Obretenova

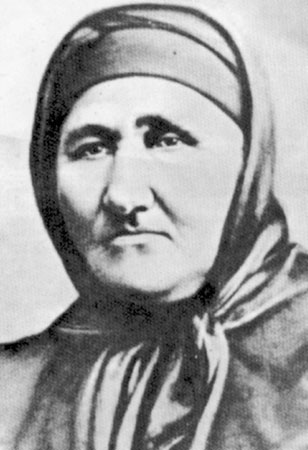
Tonka Obretenova

Tonka Obretenova (Bulgaars: Тонка Обретенова; Tsjerven, c. 1812 - Roese, 27 maart 1893), beter bekend als Baba Tonka (Grootmoeder Tonka), was een Bulgaars verzetsstrijdster.

## Biografie

### Vroegere leven
De geboorteplaats van Tonka Obretenova is waarschijnlijk het dorp Tsjerven in de gemeente Ivanovo (oblast Roese). Alhoewel Obretenova een leergierig kind was, mocht ze niet naar school van haar vader, omdat het destijds in Bulgarije ongebruikelijk was voor meisjes om te studeren. In 1831 huwde Tonka met Ticho Obretenov, een beroemde kleermaker en handelaar in de stad Roese. Het paar kreeg twaalf kinderen, van wie er zeven overleefden (vijf zonen en twee dochters). Al haar kinderen namen deel aan de Bulgaarse verzetsbewegingen. 

### Verzet

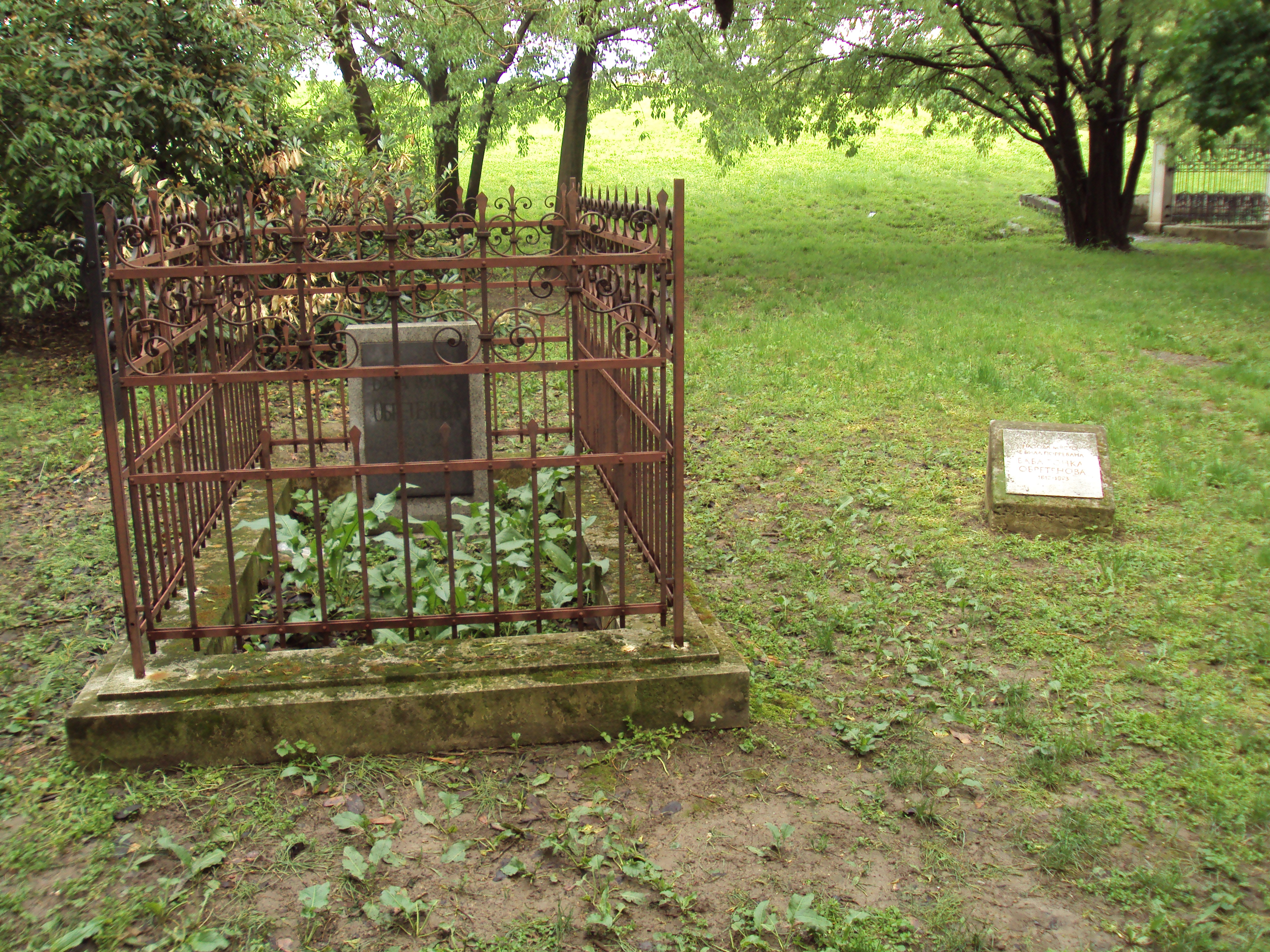
Het graf van Tonka Obretenova in Roese

Obretenova zelf verleende grote steun aan het revolutionaire comité. Ze stond er vooral om bekend een aantal revolutionaire leiders te beschermen, waaronder Stefan Karadzja. Begin 1876 werd het huis van Baba Tonka gebruikt als een militair hoofdkwartier voor het revolutionaire comité, van waaruit instructies en wapens werden geleverd. Haar zonen Angel, Petar, Nikola en Georgi (Ангел, Петър, Никола и Георги) namen deel aan verschillende detachementen en werden gedood of in lange ballingschap naar Anatolië gestuurd. Haar jongste dochter Anastasija (Анастасия) trouwde met de bekende revolutionair en schrijver Zachari Stojanov, die haar Vava Tonka noemde.
Tijdens de aprilopstand in 1878 stierf haar zoon Georgi Obretenov, terwijl haar andere zoon, Nikola, gevangengenomen werd. Baba Tonka hield zich bezig met het verzorgen van voedsel, kleding en medicijnen aan de gevangengenomen Botev-rebellen in de gevangenis.

## Eerbetoon
De Baba Tonka Cove op Livingston Island in de Zuidelijke Shetlandeilanden, Antarctica, is vernoemd naar Tonka Obretenova. 
In 1934 werd de naam van het dorp Karabeller (Каравеллер) in de gemeente Popovo (oblast Targovisjte) omgedoopt tot Baba Tonka.